# أنصار بيت المقدس
جماعة أنصار بيت المقدس - وقد غيرت اسمها رسميًا إلى ولاية سيناء منذ إعلانها مبايعة تنظيم الدولة الإسلامية - هي جماعة سلفية جهادية استوطنت في سيناء منذ 2004 تكونت من بقايا جماعة التوحيد والجهاد التي قامت بتفجيرات طابا 2004 وتفجيرات شرم الشيخ 2005 وتعرضت بعدها لضربات أمنية قضت عليها وسجن قادتها، بدأ ظهورها وتحركاتها عقب ثورة 25 يناير 2011 حيث استطاع أميرها أبو أسامة المصري الهرب عند اقتحام السجون، وكانت تقوم بتفجير خطوط الغاز الذي تصدره مصر لإسرائيل واستهدفت المصالح الإسرائيلية في إيلات، وشنت العديد من الهجمات علي القوات الإسرائيلية وأستهدفت السياح الإسرائيليين في سيناء، ذاع صيتها في مصر عقب انقلاب سنة 2013 الذي أدى إلى عزل محمد مرسي من خلال عمليات تفجير واغتيالات ومهاجمة أهداف ومنشآت عسكرية وأمنية، وأعلنت أنها تحارب الجيش المصري والذي يسميه أفراد التنظيم «جيش الردة». وكذلك تحارب الشرطة المصرية. وقد أعلنت الجماعة مسؤوليتها عن العديد من التفجيرات والاغتيالات التي وقعت بعد فض اعتصامي رابعة العدوية والنهضة، والتي سمتها «غزوة الثأر لمسلمي مصر». علي رأسها اغتيال محمد مبروك المسؤول عن النشاط الديني في قطاع أمن الدولة ومحاولة اغتيال وزير الداخلية محمد إبراهيم بسيارة مفخخة واغتيال محمد السعيد المستشار الفني لوزير الداخلية محمد إبراهيم ومحاولة اغتيال وزير الدفاع عبد الفتاح السيسى عبر سيارة مفخخة يقودها انتحاري، وأعلنت مسؤوليتها رسميًا عن تفجير مديرية أمن الدقهلية ومديرية أمن القاهرة ومديرية أمن جنوب سيناء ومكتب المخابرات الحربية بالإسماعيلية ومكتب المخابرات الحربية بالشرقية.، ويعتقد أنها تكون المجموعة الرئيسية وراء نشاط الجماعات الجهادية بسيناء. تقوم الجماعة على تجنيد بدو سيناء بالإضافة إلى المصريين والفلسطينيين. عشرات من أعضاء الجماعة فروا من سيناء إلى قطاع غزة ومرسى مطروح.

## الدولة الإسلامية وولاية سيناء

شعار ولاية سيناء

في 8 من يوليو/تموز 2014، نظمت جماعة «أنصار بيت المقدس» عرضاً عسكرياً مسلحاً، شاركت فيه أكثر من 10 سيارات في «الشيخ زويد» ، وذلك بعد ساعات من تحذيرات أجهزة سيادية عن إعلان جماعات جهادية «الإمارة الإسلامية» في سيناء وتوزيع جماعة «بيت المقدس» منشوراً على أهالي مدينتى رفح والشيخ زويد، يمهدون من خلاله لمبايعة دولة الخلافة وإعلان سيناء إمارة إسلامية. وقال شهود عيان إن عناصر الجماعات الجهادية ومن بينها عناصر «بيت المقدس» بدأت تعود للظهور مجدداً بصورة علنية، ونظموا عرضاً عسكرياً، وهم يستقلون سيارات دفع رباعي وملابس سوداء رافعين أعلام تنظيم «الدولة الإسلامية»، المعروف باسم «داعش»، شاهرين أسلحتهم لأعلى من بينها أسلحة ثقيلة كنوع من أنواع استعراض القوى، وطافوا الشوارع المختلفة بقرى جنوبي الشيخ زويد ورفح، وهم يرددون هتافات مناصرة لـ«الدولة الاسلامية» وأميرها أبو بكر البغدادي. وعلق مصدر أمني بمدن القناة وسيناء على ما تشهده سيناء من نشاط للجهاديين، وقال إنها تصرفات تؤكد تحذيرات أجهزة استخباراتية بشأن استعداد الجماعات الجهادية لإعلان سيناء «ولاية إسلامية» وتبعيتها لـ«دولة الخلافة». ودفعت تحركات الجماعات الجهادية، الأجهزة الأمنية لإعلان حالة الطوارئ جنوبي رفح الشيخ زويد.

## الهجمات
- قامت الجماعة بتفجير العديد من الخطوط التي تحمل الغاز بين مصر وإسرائيل.[35][36]
- استهدفت السياح الإسرائيليين في سيناء بين 2004 و2006.[36]
- 29 أغسطس 2012، إستهداف حافلة جنود إسرائيلية بالقرب من منطقة أم الرشراش في 2012 مما أدى إلي إعطاب الحافلة وتوقفها ونشرت فيديو لحظة الهجوم علي الحافلة.[37]
- 23 سبتمبر 2012 شنت الجماعة هجمات على القوات الإسرائيلية.[15][38]
- 23 يوليو 2013 تسببت عبوة ناسفة في مقتل شخص وجرح 19 آخرين في محطة للشرطة في المنصورة.[39]
- 24 يوليو 2013 إلقاء قنبلة على مبنى مديرية أمن الدقهلية، ما أسفر عن تفجير الدور الأول من قسم أول المنصورة ووقوع إصابات دون الإبلاغ عن حالات وفاة.
- 29 يوليو 2013 شن مسلحون في العريش هجوم مسلح على مبنى الحماية المدنية، ما أسفر عن مقتل شخص واحد وإصابة أخر.
- 4 أغسطس 2013 تم تفجير ضريحين للطرق الصوفية شمال سيناء دون وقوع قتلي أو مصابين.[40]
- 13 أغسطس 2013 ثلاثة تفجيرات بعبوات ناسفة، الأول بمنطقة غرناطة على ساحل بحر العريش التي تتمركز بها قوة من الجيش، وآخر في محيط منطقة قسم ثاني العريش، والثالث بالقرب من قسم ثالث العريش بمنطقة الفواخرية. ولم تسفر التفجيرات عن أي خسائر بشرية.
- 19 أغسطس 2013 مقتل 25 شرطيا واصابة 3 آخرين في استهداف حافلتين لقوات الأمن في شمال سيناء في كمين عبر قصف بقذائف صاروخية آر بي جي علي الكمين ضمن ما اسمته «غزوة الثأر لمسلمي مصر» بعد أحداث فض اعتصامي رابعة العدوية والنهضة.[41]
- 9 سبتمبر 2013 قام أحد أعضاء الجماعة والذي كان ضابط تمت إقالته من الجيش برتبة رائد يدعى وليد بدر بمحاولة إغتيال وزير الداخلية محمد إبراهيم عبر سيارة مفخخة كان يقودها، أدى لمقتل الحارس الشخصي للوزير، وقد بثت الجماعة فيديو تفجير الموكب وقالت أن التفجير جاء ضمن ما أسمته ب«غزوة الثأر لمسلمي مصر»،.[42][43][44]
- 5 أكتوبر 2013 فتح مسلحون النار علي الشرطة بالقرب من قناة السويس في مدينة الإسماعيلية مما تسبب في مقتل خمسة ضباط.[45]
- 9 أكتوبر 2013 أعلنت مسئوليتها عن تفجير مديرية أمن جنوب سيناء عبر انتحاري تجاوز بسيارته المفخخة ثلاثة حواجز أمنية، ثم انفجرت السيارة أسفل مبنى المديرية، مشيرة إلى أنهم تجنبوا «المسلمين المدنيين»، وقالت الجماعة في بيانها أن ذلك ضمن ما اسمته «غزوة الثأر لمسلمي مصر» للانتقام من الشرطة علي قتل المسلمين العزل في رابعة والنهضة ورمسيس وتوعدت بالمزيد، أدى التفجير لمقتل 5 وإصابة 50 من الشرطة المصرية.[46]
- 10 أكتوير 2013 تفجير انتحاري بسيارة مفخخة، استهدف نقطة تفتيش للجيش في شمال سيناء، أدى لمقتل 5 من الجيش المصري.
- 19 أكتوبر 2013 أعلنت الجماعة مسئوليتها عن تفجير المخابرات الحربية بالإسماعيلية عبر انتحاري يقود سيارة مفخخة.[47]
- 20 نوفمبر 2013 تفجير انتحاري بسيارة مفخخة في منطقة الخروبة بالقرب من مدينة العريش بشمال سيناء، أدى لمقتل 10 وإصابة 35 من الجيش والشرطة .
- 20 نوفمبر 2013 أعلنت الجماعة مسئوليتها عن اغتيال محمد مبروك ضابط أمن الدولة المسؤول عن النشاط الديني في مصر والمشارك في محاكمة الرئيس محمد مرسي والذي قتل بالرصاص خارج منزله بمدينة نصر 17 نوفمبر 2013.[48]
- 24 ديسمبر 2013 أعلنت الجماعة مسؤوليتها عن تفجير مديرية أمن الدقهلية عبر انتحاري بالحزام الناسف وبثت الفيديو لحظة التفجير والتفجير خلف 16 قتيلا كان من بينهم 14 قتيلا من ضباط الأمن.[49]
- 20 يناير 2014 أعلنت مسئوليتها عن قصف صاروخي على مدينة إيلات الإسرائيلية، ولم يسجل أي حالة وفاة أو إصابة.[50][51]
- 23 يناير 2014 أعلنت مسئوليتها عن الهجوم على كمين شرطة محافظة بنى سويف، قتل على أثره 5 ضباط وإصابة 2 آخرين.[52][53]
- 24 يناير 2014 أعلنت مسئوليتها عن تفجير مديرية أمن القاهرة عبر سيارة مفخخة تحمل 800 كجم متفجرات يقودها انتحاري اقتحمت محيط مقر المديرية ثم أنفجرت بداخلة أدت لمقتل 3 ضباط وإصابة 35، وبثت الجماعة مقطع للعملية ضمن إصدارات بعنوان «غزوة الثأر لمسلمي مصر».[54][55][56]
- 25 يناير 2014 إسقاط مروحية عسكرية في سيناء ومقتل طاقمها.[57]
- 26 يناير 2014 مقتل 3 من الجيش المصري في هجوم لمسلحين انصار بيت المقدس.[58]
- 28 يناير 2014 اغتيال محمد السعيد رئيس المكتب الفني لوزير الداخلية محمد إبراهيم عبر إطلاق مسلحون الرصاص عليه أمام منزله في منطقة الطالبية بالهرم في محافظة الجيزة ضمن «غزوة الثأر لمسلمي مصر».[59]
- 31 يناير 2014 قصف مدينة إيلات جنوب إسرائيل بصاروخ ردا علي الحرب على غزة 2014. تم اعتراض الصاروخ بواسطة نظام القبة الحديدية.[60]
- 16 فبراير 2014 تفجير حافلة طابا التي أسفرت عن مقتل أربعة أشخاص ، من بينهم ثلاثة سائحين كوريين وسائق حافلة مصري.  حذرت المجموعة جميع السائحين من مغادرة مصر قبل 20 فبراير 2014
- 6 مايو 2014 أعلن التنظيم مسؤوليته عن مقتل 4 من الجيش المصري وإصابة 17 ومقتل عشرات السياح في التفجيرين الانتحاريين وقعا يوم 2 مايو واستهدفا حاجزًا أمنيًا وحافلة سياحية في طابا في محافظة جنوب سيناء.[61]
- 1 يونيو 2014 مقتل 6 من الجيش المصري في هجوم علي كمين في الفرافرة.
- 28 يونيو 2014، نصب مسلحون كميناً على أحد الطرق بمنطقة «سيدوت»، قرب الحدود مع إسرائيل، وقاموا بتفتيش السيارات المارة وإنزال عناصر الأمن المركزي منها ورموهم بالرصاص.[بحاجة لمصدر]
- 28 أغسطس 2014 ذبح 4 مصريين بعدها اتهمتهم بالتجسس عليها لصالح الموساد وتزويد إسرائيل بمعلومات استخبارية عن أماكن تمركزهم.[62]
- 4 سبتمبر 2014 تفجير مدرعة للأمن المركزي تابعة لوزارة الداخلية، والذي أسفر عن مقتل 11 عنصرا من قوات الأمن المركزي.[63]
- 24 أكتوبر 2014 استهداف نقطة تفتيش للجيش في كرم القواديس وقد تبنت العملية بعد ذلك بثلاثة أسابيع، أسفر عن مقتل 25 عسكريا من الجيش المصري.[64]
- 29 يناير 2015م تفجير نادي وفندق القوات المسلحة ومقر الكتيبة 101 في العريش واستراحة للضباط قرب قسم شرطة العريش ليلا عبر قذائف الهاون، وقد قُتل في الهجوم 32 عسكري ومدني وأكثر من 74 مصاباً.[65][66]
- 31 أكتوبر 2015، أعلنت مسؤوليتها عن إسقاط الطائرة الروسية التي تحطمت في سيناء[67]، وفي مساء الأربعاء 18 نوفمبر، نشرت مجلة دابق الإلكترونية صورة قالت إنها للقنبلة التي استخدمتها في تنفيذ عمليتها وتفجير الطائرة. وأظهرت الصورة قنبلة بدائية الصنع قال أن التنظيم أنه استطاع تهريبها إلى الطائرة من مطار شرم الشيخ عبر ثغرة أمنية.[68]